# David Horsey (Karikaturist)
David Horsey (* 1951 in Evansville, Indiana) ist ein US-amerikanischer politischer Karikaturist und Kolumnist, der für seine Arbeiten in verschiedenen renommierten Zeitungen bekannt ist. Er wurde zweimal mit dem Pulitzer-Preis für redaktionelle Karikaturen ausgezeichnet.

## Leben
Im Alter von drei Jahren zog David Horsey mit seiner Familie nach Seattle, Washington. Dort besuchte er die Ingraham High School und begann als Karikaturist für die Schülerzeitung Cascade zu arbeiten. Außerdem spielte er Horn in der Seattle Youth Symphony. An der University of Washington wurde er als Erstsemester redaktioneller Karikaturist der Studentenzeitung The Daily und später der erste Karikaturist, der Chefredakteur dieser Zeitung wurde. 1976 schloss er sein Studium der Kommunikationswissenschaften ab. 
Seine berufliche Laufbahn begann David Horsey als Reporter beim Bellevue Journal-American. 1979 wechselte er als redaktioneller Karikaturist zum Seattle Post-Intelligencer, wo er 30 Jahre lang tätig war. 1986 erwarb er einen Master-Abschluss in Internationalen Beziehungen an der University of Kent in England. Nach der Einstellung der Printausgabe des Post-Intelligencer im Jahr 2009 arbeitete er sechs Jahre lang als Karikaturist und Kolumnist für die Los Angeles Times. Im Jahr 2018 kehrte er nach Seattle zurück und wurde Karikaturist für The Seattle Times.

## Werk
David Horseys Karikaturen zeichnen sich durch scharfsinnige politische Kommentare und soziale Beobachtungen aus. Sein Stil kombiniert detaillierte Illustrationen mit pointierten Texten, um komplexe Themen prägnant darzustellen. Seine Arbeiten wurden in zahlreichen Zeitungen im ganzen Land veröffentlicht und sind für ihre tiefgründigen Analysen und ihren Humor bekannt.

## Auszeichnungen
Horsey wurde zweimal mit dem Pulitzer-Preis für redaktionelle Karikaturen ausgezeichnet:
- 1999, mit einem Fokus auf die Monica-Lewinsky-Affäre.
- 2003, für seine Karikaturen, die die Bush-Administration aufs Korn nahmen.
- 2014 war er erneut Finalist für den Pulitzer-Preis und erhielt zudem den Robert F. Kennedy Journalism Award für seine Karikaturen zu sozialen Gerechtigkeitsthemen.